# Отоакустическая эмиссия
Отоакустическая эмиссия — звук, генерируемый в наружном слуховом проходе колебаниями наружных  волосковых клеток улитки. Её существование было предсказано Томасом Голдом в 1948 году, а сама она была впервые обнаружена экспериментально Дэвидом Кемпом в 1978 году. Дальнейшие исследования показали, что наличие у человека отоакустической эмиссии зависит от состояния внутреннего уха. При нейросенсорной тугоухости отоакустическая эмиссия, как правило, отсутствует (при патологии улитки).
Различают два вида отоакустической эмиссии: спонтанная отоакустическая эмиссия — звуковые колебания, которые самопроизвольно появляются в наружном слуховом проходе, и вызванная отоакустическая эмиссия, которая возникает в ответ на предъявление в слуховой проход звукового стимула.

## Вызванная отоакустическая эмиссия
Получила такое название, так как вызывается предъявляемым в слуховой проход звуковым стимулом. Известны два вида вызванной отоакустической эмиссии: задержанная вызванная отоакустическая эмиссия (ЗВОАЭ) и эмиссия на частоте продукта искажения (ЭЧПИ)

### ЗВОАЭ
Этот вид эмиссии возникает в ответ на стимул в виде широкополосного щелчка. Её появление можно сравнить со звуком камертона, после того, как по нему щелкнули пальцем. Наружные волосковые клетки — «камертоны» начинают колебаться в ответ на полученный акустический щелчок. Так как проходит некоторое время, которое нужно звуку, чтобы достигнуть внутреннего уха и пройти в обратном направлении, сигнал этого вида эмиссии появляется в наружном слуховом проходе с задержкой относительно поданного стимула. В улитке волосковые клетки, чувствительные к высокой частоте, расположены ближе ко входу, а чувствительные к низкой частоте — глубже. Поэтому задержка высокочастотной составляющей эмиссии меньше, чем низкочастотной. В регистрируемой эмиссии сначала идут высокочастотные группы колебаний, затем — низкочастотные. Общая длительность регистрируемых колебаний — 12 — 20 мс от начала стимула.
Поскольку амплитуда регистрируемой эмиссии значительно меньше внешнего шума и шума микрофона, для её выделения используются специальные статистические методы, такие как Когерентное усреднение и др.
Амплитуда эмиссии обладает нелинейной зависимостью от громкости стимула. То есть её амплитуда растет медленнее, чем громкость стимула, а при громкости 90 −100 дБ УЗД наступает насыщение — амплитуда эмиссии перестает увеличиваться с дальнейшим ростом громкости стимула. Это связано с механизмом формирования нелинейной чувствительности уха. Это свойство эмиссии используется в методе нелинейного усреднения, который позволяет избавиться от артефакта стимула при регистрации эмиссии.

### ЭЧПИ
Вызывается парой чистых тонов с частотой f1 и f2, подаваемых в слуховой проход. В связи с нелинейными свойствами улитки, в слуховом проходе, помимо подаваемых тонов, начинают появляться их интермодуляционные искажения третьего порядка (продукт искажения). Обычно регистрируют самый мощный из них — на частоте 2f1 — f2. Оптимальное соотношение между частотами f2:f1 составляет примерно 1.22. Для частот выше 8 кГц снижается примерно до 1.15. Наиболее часто используемые интенсивности f1 — 65 дБ УЗД , f2 — 55 дБ УЗД

## Практическое применение
Наиболее значимым практическим применением является Аудиологический скрининг новорожденных с целью раннего выявления тугоухости. В России проверка слуха новорожденных методом отоакустической эмиссии является обязательной
. Отсутствие отоакустической эмиссии указывает на возможные проблемы со слухом, для подтверждения или опровержения требуется дополнительное обследование методами регистрации слуховых вызванных потенциалов и консультация сурдолога.
Также может применяться в совокупности с другими методами диагностики слуха для дифференциации патологии улитки и ретрокохлеарной патологии.